# José Dávila Falcón
José Dávila Falcón y Alvarado (Huánuco, 1618 - Lima, 30 de marzo de 1676), sacerdote y catedrático criollo que ocupó importantes cargos eclesiásticos y académicos en el Virreinato del Perú. Rector de la Universidad de San Marcos.

## Biografía
Sus padres fueron el capitán limeño Diego Dávila Falcón, encomendero de Yachas y Chupachos, y alcalde ordinario de Huánuco, y la dama huanuqueña María de Alvarado Figueroa Agama, descendiente de conquistadores. Cursó estudios en el Real Colegio de San Martín (1634), continuándolos en la Universidad de San Marcos, donde obtuvo el grado de Doctor en Leyes y Cánones (1645).

### Labor docente
Luego de recibirse como abogado en la Real Audiencia de Lima, se dedicó a la docencia, regentando sucesivamente las cátedras de Decreto, Prima de Sagrados Cánones (1646), Instituta (1650) y Vísperas de Leyes (1654). Junto con el claustro, suscribió la petición al Rey para que autorizara el establecimiento de los estudios de Medicina (1660). Elegido rector de la Universidad (1675), falleció ejerciendo el cargo.

### Carrera eclesiástica
Integró el Cabildo Metropolitano de Lima, como chantre y luego obtuvo la canonjía doctoral (1664). En ejercicio de ese cargo, se desempeñó como provisor y vicario general de la arquidiócesis, ante la muerte del arzobispo Pedro de Villagómez (1671), siendo además nombrado por la Audiencia como maestre de campo general del clero limeño ante la alarma de posible ataque de corsarios ingleses, logrando alistar 850 clérigos (1673). 
| Predecesor: Diego Bermúdez de la Torre | Rector de la Universidad de San Marcos 1675 - 1676 | Sucesor: Nicolás Sáenz de Aramburú |